# پوساکونازول
پوساکونازول (انگلیسی: Posaconazole) با نام‌های تجاری «پوسانول» و «نوکسافیل»، یک داروی ضد قارچ است.
این دارو در درمان اشکال تهاجمی آسپرژیلوزیس، کاندیدیاز و موکور در بیماران دارای نقص ایمنی شدید و همچنین اشکالِ مقاوم‌به‌درمانِ برفک دهان کاربرد دارد.
پوساکونازول طرف ۳ تا ۵ ساعت در بدن جذب می‌شود و نیمه عمرش ۳۵ ساعت است. بهتر است این دارو با همراه غذا (بویژه غدای چرب) مصرف شود، چرا که در چنین حالتی، غلطت دارو ۴ برابر بیشتر از زمانی است که با شکم خالی مصرف شود.